# Intelligent Network

Intelligent Network (IN) ou réseau intelligent est un concept définissant des fonctions pilotant les équipements du réseau téléphonique.
Cette technique est apparue dans les années 1980 pour le traitement des services LibreAppel et Audiotel. Mais elle s'est répandue dans les années 1990 avec l'arrivée des cartes prépayées sur les réseaux mobiles.
Selon la normalisation, les fonctions de l'Intelligent Network sont :
- Service Creation Environment (SCE),
- Service Control Function (SCF),
- Service Management Function (SMF),
- Service Data Function (SDF).

## Services IN
- Services télécom: Filtrage d'appel téléphonique, transfert d'appel, conférence, portabilité du numéro, mise en attente d'appel.
- Fonctionnalités de facturation avancées: prépayé, numéro vert, numéro surtaxé, réseau virtuel privé (exemple: group de famille, numéro privilégié…)